# Établissement urbain de Vajiny
L'établissement urbain de Vajiny (en russe : Ва́жинское городско́е поселе́ние) est une entité municipale de Russie formée en 2006, du raïon de Podporojié dans l'oblast de Léningrad. Son siège administratif est la commune urbaine de Vajiny.

## Population
Recensements (*) et estimations de la population:
| 2010* | 2021* | - | - |
| ----- | ----- | - | - |
| 2 992 | 2 751 | - | - |

## Localités
L'établissement urbain compte 8 localités.
| Nom         | Nom russe | Statut          | Population (2017) | Municipalité                   |
| ----------- | --------- | --------------- | ----------------- | ------------------------------ |
| Vajiny      | Важины    | commune urbaine | 2402              | Établissement urbain de Vajiny |
| Grichino    | Гришино   | hameau          | 29                | Établissement urbain de Vajiny |
| Zaozerié    | Заозерье  | hameau          | 1                 | Établissement urbain de Vajiny |
| Koupetskoïe | Купецкое  | hameau          | 56                | Établissement urbain de Vajiny |
| Kourpovo    | Курпово   | hameau          | 167               | Établissement urbain de Vajiny |
| Soguinitsy  | Согиницы  | hameau          | 27                | Établissement urbain de Vajiny |
| Oulino      | Ульино    | hameau          | 16                | Établissement urbain de Vajiny |
| Ouslanka    | Усланка   | hameau          | 38                | Établissement urbain de Vajiny |